# Wendelien van Oldenborgh
Wendelien van Oldenborgh (Rotterdam, 27 december 1962) is een Nederlands beeldend kunstenaar, actief als installatiekunstenaar, wandschilder, schilder, videokunstenaar en cineast. Ze is bekend om haar films en installaties waarbij ze ruimte biedt aan een diversiteit van perspectieven en stemmen omtrent maatschappelijke gebeurtenissen die onderdrukt of vergeten zijn. Van Oldenborgh exposeerde haar werk op internationale podia als de Istanbul Biënnale (2009), de Biënnale van Sao Paulo (2010), de Biënnale van Venetië (2017) en Sonsbeek 20->24 in Arnhem.

## Opleiding en loopbaan
Van Oldenborgh studeerde van 1982 tot 1986 aan Goldsmiths College in Londen. Na haar afstuderen vestigde zij zich als kunstenaar in Londen. In 1989-1990 was ze gaststudent aan de École nationale supérieure des beaux-arts in Parijs. Hierna vestigde ze zich in Antwerpen, waar ze tot 2000 werkte. Van 2001 tot 2003 werkte ze in Stuttgart met een stipendium van het Künstlerhaus Stuttgart. In 2007 was ze visiting fellow aan de Fundação Armando Alvares Penteado in São Paulo, Brazilië. Vanaf 2010 woont en werkt ze voornamelijk in Rotterdam.
Als (gast-)docent was Van Oldenborgh verbonden aan onder andere de Universität für Angewante Kunst in Wenen, de Kunsthochshule in Kassel, de Master of Artistic Research aan KABK Den Haag, Dutch Art Institute en de Rijksakademie in Amsterdam.

## Erkenning
Van Oldenborgh ontving in 2011 de Hendrik Chabot-prijs en in 2014 de Dr. A.H. Heinekenprijs voor de kunst. Sinds 2015 is zij lid van de Akademie van Kunsten van de Koninklijke Nederlandse Akademie van Wetenschappen (KNAW).

## Werk
De positie die Van Oldenburgh als kunstenaar inneemt werd door de jury van de dr. A.H. Heinekenprijs gewaardeerd vanwege de wijze waarop zij ‘actuele maatschappelijke onderwerpen vertaalt in uitzonderlijke, overtuigende en gelaagde kunstwerken’. Verschillende van haar films en filminstallaties werden opgenomen in gerenommeerde internationale tentoonstellingen en museale collecties als HKW Berlin, Stedelijk Museum Amsterdam, RAW Material Company Dakar, Tate Liverpool, MuHKA Antwerpen, Generali Foundation Wenen en Muzeum Sztuki in Lodz. Het Van Abbemuseum in Eindhoven heeft onder andere haar video’s No False Echoes (2008) en La Javanaise (2012), en de installatie Beauty and the Right to the Ugly (2014) in zijn collectie.

### Publicaties (selectie)
- Emily Pethick, Wendelien van Oldenborgh, David Morris, Amateur, 2016.
- Wendelien van Oldenborgh, Lucy Cotter, Cinema Olanda, 2017.

### Tentoonstellingen (selectie)
- 2022 unset on-set, MOT Museum of Contemporary Art Tokyo [9]
- 2022 Rewinding Internationalism, Netwerk Aalst
- 2021 Force Times Distance: On Labour and Its Sonic Ecologies, Sonsbeek 20->24, Arnhem.[10]
- 2019 tono lengua boca, CA2M Madrid
- 2018 Power and Other Things. Indonesia and Art (1835-now), Paleis voor Schone Kunsten Bozar, Brussel
- 2017 Cinema Olanda, Biënnale van Venetië.[11][12][13]
- 2015 From Left to Night, The Showroom, London
- 2014 Beauty and the Right to the Ugly, Van Abbemuseum, Eindhoven
- 2012 Hollandaise Stedelijk Museum Bureau Amsterdam